# Фоміна Парасковія Григорівна
Парасковія Григорівна Фоміна (23 грудня 1921 — ?) — українська радянська і партійна діячка, 1-й секретар Радомишльського райкому КПУ Житомирської області, голова Житомирської обласної ради профспілок. Член Ревізійної комісії КПУ в 1966—1971 р.

## Біографія
Член ВКП(б) з 1941 року.
Перебувала на відповідальній радянській та партійній роботі в Житомирській області.
На 1961 рік — голова виконавчого комітету Брусилівської районної ради депутатів трудящих Житомирської області.
У січні 1965 — 1970 р. — 1-й секретар Радомишльського районного комітету КПУ Житомирської області.
У 1970 — після 1977 р. — голова Житомирської обласної ради професійних спілок.
Потім — на пенсії у місті Житомирі.

## Нагороди
- ордени
- медалі